# Исаев, Максад Музаффар оглы
Максад Музаффар оглы Исаев (азерб. İsayev Məqsəd Müzəffər oğlu; род. 7 июня 1994, Баку) — азербайджанский футболист, защитник клуба «Габала».

## Биография
Родившийся в 1994 году в Баку Максад Исаев начал заниматься футболом в возрасте 9 лет в бакинском олимпийском спортивном лицее под руководством тренера Али Абузарова, где он проучился 5 лет. Является студентам факультета менеджмента российско-грузинского современного гуманитарного университета, находящегося в Тбилиси.

## Клубная карьера

### Чемпионат
Максад Исаев является воспитанником бакинского клуба «Нефтчи», в юношеском составе которого (до 17 лет) начинал свою профессиональную карьеру футболиста в 2009 году. Через два года переходит в дубль «нефтяников», где проводит ещё 2 года. С 2013 года является игроком основного состава ФК «Нефтчи» Баку. Финалист Суперкубка Азербайджана 2013 года в составе ФК «Нефтчи» Баку.

### Кубок
В Кубке Азербайджана провел одну игру в составе ФК «Нефтчи» Баку.
| № | Дата           | Раунд                     | Клуб     | Соперник | Лига         | Итог  |
| - | -------------- | ------------------------- | -------- | -------- | ------------ | ----- |
| 1 | 4 декабря 2013 | Второй раунд — 1/8 финала | «Нефтчи» | «Кяпаз»  | Премьер-лига | 1 : 0 |

## Сборная Азербайджана
Дебютировал в составе юношеской сборной Азербайджана до 17 лет 22 октября 2010 года в квалификационном раунде Чемпионата Европы против сборной Португалии.
Первый матч в составе юношеской сборной Азербайджана до 19 лет провел 28 октября 2012 года в хорватском городе Запрешич, в квалификационном раунде Чемпионата Европы против сборной Грузии, завершившейся в ничью 1:1.